# Stutz Diplomatica
La Diplomatica è un'autovettura di lusso prodotta dalla Stutz del 1981 al 1985. La sua versione allungata fu denominata Stutz Royale.

## Storia
Era una limousine basata sulla Cadillac DeVille. Dei sette esemplari prodotti, uno fu venduto alla famiglia reale dell'Arabia Saudita. Nel 1981, il prezzo della versione blindata era di 225.000 dollari. Nel 1981 ne furono realizzati tre esemplari con passo allungato (7.500 mm), a cui fu dato il nome di Stutz Royale in omaggio alla Bugatti Royale. La sua versione blindata costava 285.000 dollari. La Royale fu disegnata dal designer italiano Paolo Martin, ed era provvista di un tetto apribile che consentiva al passeggero di partecipare a cerimonie. Due esemplari del modello furono infatti acquistati, rispettivamente, dal re dell'Arabia Saudita Fahd e da Omar Bongo, presidente del Gabon.